# Досжан, Сауле Магазбеккызы
Сауле Магазбеккызы Досжан (род. 2 сентября 1959, село Актам Уйгурского района Алматинской области) — поэтесса, писатель, заслуженный деятель Казахстана, лауреат международной литературной премии «Алаш», и других республиканских конкурсов в области литературы, член Союза писателей Казахстана, Союза журналистов Казахстана и International Women’s Writing Guild (IWWG), автор лучшей новеллы «The tragedy of a bastard», вошедшего в список престижной литературной премии «Букер» 2019. Отдельные произведения С.Досжан были опубликованы на русском, английском, арабском, испанском, французском, немецком и японском, кыргызком языках. Награждена Орденом «Парасат». Состоит в составе Национального курултая при Президенте Республики Казахстан.

## Биография
Начиная с 1974 года её стихотворения и статьи стали публиковаться в районных и областных («Жетісу») газетах. С отличием окончила Актамскую среднюю школу. В 1987 году окончила факультет журналистики Казахского государственного университета им. С. М. Кирова.
В 2006 году окончила юридический факультет Центрально-Азиатского Университета. Ещё в стенах университета её произведения вошли в сборники молодых поэтов «Аудитория», «Тоғыз перне», «Қарлығаш», а также является лауреатом фестиваля «Жігер».
- 1982—1984 гг. — корреспондент Социалистік Қазақстан.
- 1995—2000 гг. — заместитель главного редактора газеты-журнала «Қазақ тілі мен әдебиеті», первый редактор журнала «Ұлағат».
- 2000—2002 гг. — журналист, Қазақ радиосы.
- 2003—2018 гг. — сотрудник Аппарата Мажилиса Парламента Республики Казахстан.
- 2018 — участие в конкурсе на престижную литературную премию «Букер» 2019 года[3].
- В настоящее время на заслуженной пенсии, кроме того активно занимается общественной деятельностью в составе Национального Курултая при Президенте Республики Казахстан, а также творческой деятельностью.

## Награды
- 2001 г. — «Лауреат премии имени Ануара Байжанбаева» Союза журналистов Казахстана в связи с 10-летием Независимости Казахстана.
- 2002 г. — Гран-при совместного конкурса Парламента РК и Министерства обороны «Ел қорғаны».
- 2006 г. — юбилейная медаль 10 лет Парламенту Республики Казахстан.
- 2009 г. — нагрудный знак «Мәдениет қайраткері» Министерства культуры РК.
- 2010 г. — Гран-при по поэзии на республиканском конкурсе НДП «Нұр Отан» «Елім деп соққан жүрегім».
- 2011 г. — третье место на республиканском поэтическом состязании (мушайра) «Тәуелсіздікке тарту».
- 2011 г. — присвоено звание «Почетный гражданин Уйгурского района» Алматинской области.
- 2013 г. — второе место на поэтическом состязании (мушайра) «Жайна, жаса Астана», посвященном 15-летию Астаны.
- 2014 г. — призёр радиофестиваля «Әскери әндер» за произведение «Сарбаздар маршы».
- 2015 г. — юбилейная медаль «20 лет Ассамблеи народа Казахстана».
- 2015 г. — Указом Президента РК присвоено звание Заслуженный деятель Казахстана[4].
- 2016 г. — юбилейная медаль «25 лет независимости Республики Казахстан».
- 2016 г. — победитель номинации «Үздік ақын» на форуме «ТӘУЕЛСІЗДІК. ӘДЕБИЕТ. ҚАЛАМГЕР», посвященном 25-летию Независимости страны.
- 2017 г. — «Open Eurasian Literature Festival & Book Forum-2017» (Швеция), книга «Мое чужое сердце» — 3 место в номинации «проза»[5].
- 2018 г. включена в список Международной премии Букер (Man Booker International Prize (Лондон).
- 2018 г. — первое место на поэтическом состязании (мушайра) «Ел тірегі — Елорда», посвященном 20-летию Астаны.
- 2018 г. награждена медалью «20 лет Астаны».
- 2019 г. награждена «Благодарственным письмом» Президента Республики Казахстан.
- 2019 г. присвоено звание «Почетный гражданин Алматинской области».
- 2020 г. награждена нагрудным знаком «МЕЙІРІМ» Ассамблеи народа Казахстана.
- 2020 г. награждена медалью «Халық Құрметі» альянса библиотек Казахстана
- 2020 г. Указом Президента РК награждена медалью «Халық Алғысы».
- 2020 г. награждена юбилейной медалью «АБАЙ» министерства спорта и культуры РК.
- 2021 г. удостоена Международной литературной премии «Алаш».
- Certificate of Commendation. Благодарственная грамота.2023 г. обладатель почетной Благодарственной грамоты от Японско-Евразийского общества.
- 2023 г. награждена Орденом «Парасат» за внесение большого личного вклада в развитие и умножение духовного и интеллектуального потенциала Республики.

## Творчество
- 2000 г. — «Жыр тәж» (поэзия) / издательство «Атамұра»;
- 2006 г. — «Үшінші есіктің құпиясы» (проза) / издательство «Қазақпарат»;
- 2008 г. — «Жатқа туған бала» (проза) / издательство «Фолиант»;
- 2011 г. — «Арман қала» (поэзия) / издательство «Қазығұрт»;
- 2013 г. — «Үлкен үйдегі үрей» (проза) / издательство «Жазушы»;[6]
- 2014 г. — «Құдіретті қалам иесі» (проза) / издательство «Фолиант»;
- 2015 г. — «Менің жалғыз серігім» (поэзия) / издательство «Дәстүр»;
- 2015 г. — «Өгей жүрек» (проза) / издательство «Фолиант»;
- 2016 г. — «Мое чужое сердце» (проза)/издательство «Фолиант»;
- 2017 г. — «Сағыныш» (проза) издательство «Hertfordshire Press» Лондон
- 2018 г. — «Когда женщина заложница» издательство «Profimedia»
- 2018 г. — Книга «Мое чужое сердце» на немецком языке презентована в рамках международного форума «Современная казахстанская культура в глобальном мире» в Берлине[7].
- 2019 г. — «Үлкен Үйдегі үрей» проза издательство «BRK Press»
- 2019 г. — «Қасірет пен Тағдыр» роман, издательский дом «Қазақ Университеті»
- 2019 г. — «Қасірет пен Тағдыр» роман, издательство «Фолиант»
- 2019 г. — «Трагедия и судьба» роман на русс. яз.изд. «Фолиант»
- 2020 г. — Таңдамалы шығармалары(поэзия) 1- том- издательство «Фолиант»
- 2020 г. — «Ауылдан шыққан миллионер» проза издательство «Нұрлы Әлем»[8]
- 2020 г. — «Үзілмеген Үміт» роман екінші кітап. издательский дом «Қазақ Университеті»
- 2020 г. — «Үзілмеген Үміт» роман екінші кітап. издательство «Фолиант»
- 2021 г. — «Біртуар» роман. издательство «Ел-шежіре» баспасы.
- 2021 г. — «Уникальный-Біртуар» роман орысша-қазақша издательство «Баянжүрек».
- 2021 г. — «Ауылдан шыққан миллионер» 2- томы «Мақсатқа барар жолда». Проза. издательство «Нұрлы Әлем»
- 2021 г. — «Жалғыздың жарасы» роман издательство «Принт-Плюс» баспасы
- 2021 г. — «Когда жива надежда» роман на русс.яз изд. «Ел-шежіре»
- 2021 г. — «Когда жива надежда» роман на русс.яз. изд. «Фолиант»
- 2022 г. — «Мыңжылдық махаббат» роман на қаз.яз. изд. «Атамұра»
- 2022 г. — «Сәуле Досжан шығармалары II том» роман на қаз.яз. изд. «Фолиант»
- 2023 г. — «Қасірет пен тағдыр» роман на япон.яз.
- Автор мультфильма «Маймақ қаз», текстов около 20 песен.

## Рецензии
«Көрдемшенің қасіреті» хақында…

## Семья
Супруг — Сат Токпакбаев, дети — Райгуль Досжан (1982 г.), Айнур Досжан (1988 г.), Асель Досжан (1993 г.).